# سلطان أحمد (لاعب كريكت)
سلطان أحمد (18 يونيو 1977 بكراتشي في باكستان - ) هو لاعب كريكت باكستاني. شارك مع منتخب سلطنة عمان الوطني للكريكت. أما مع النوادي، فقد لعب مع List of Karachi first-class cricket teams ‏.

## وصلات خارجية
- سلطان أحمد على موقع إي آس بي آن كريك إنفو (الإنجليزية)